# Gefängnis Melun

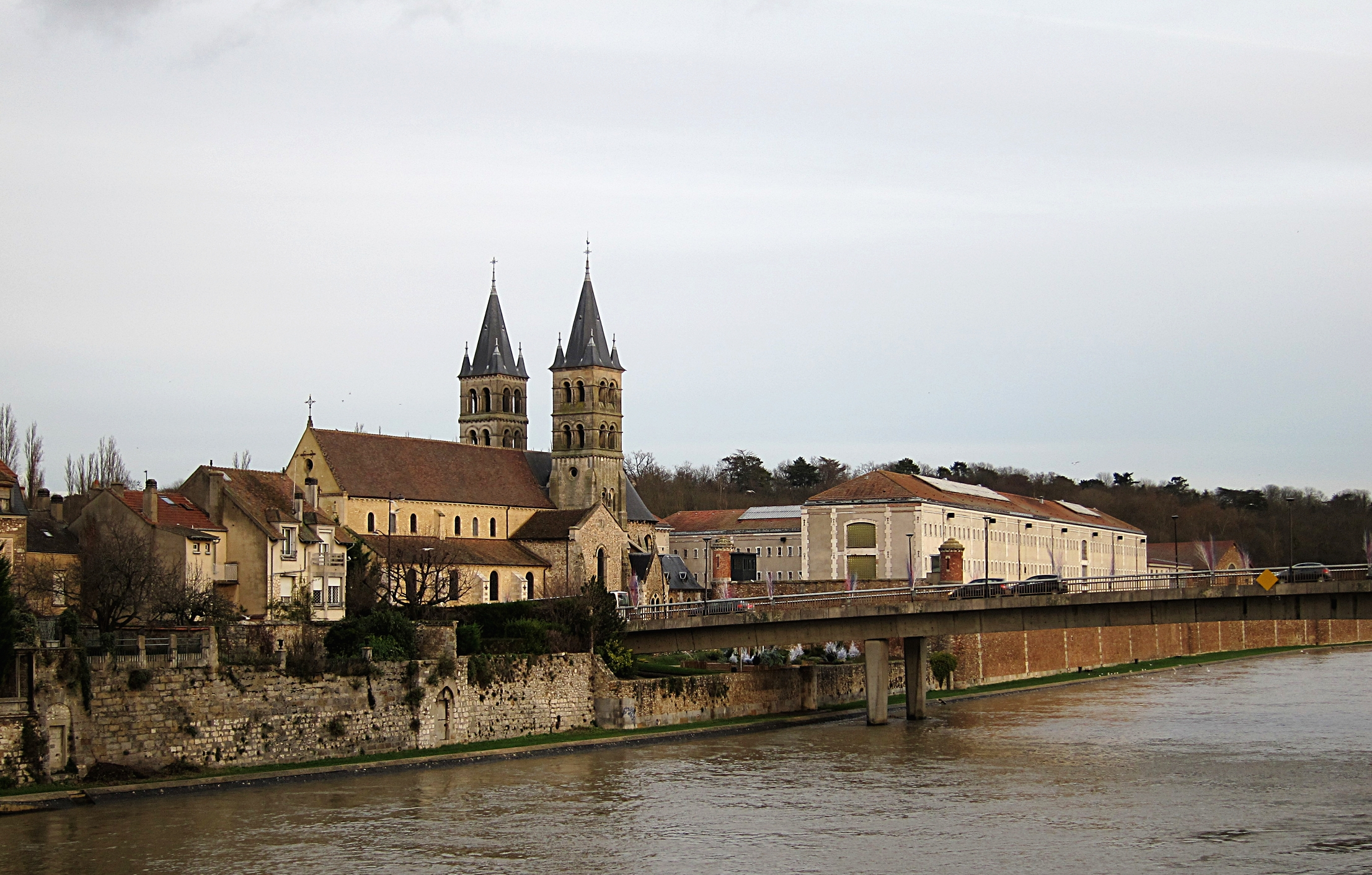
Gefängnis und Stiftskirche an der Seine

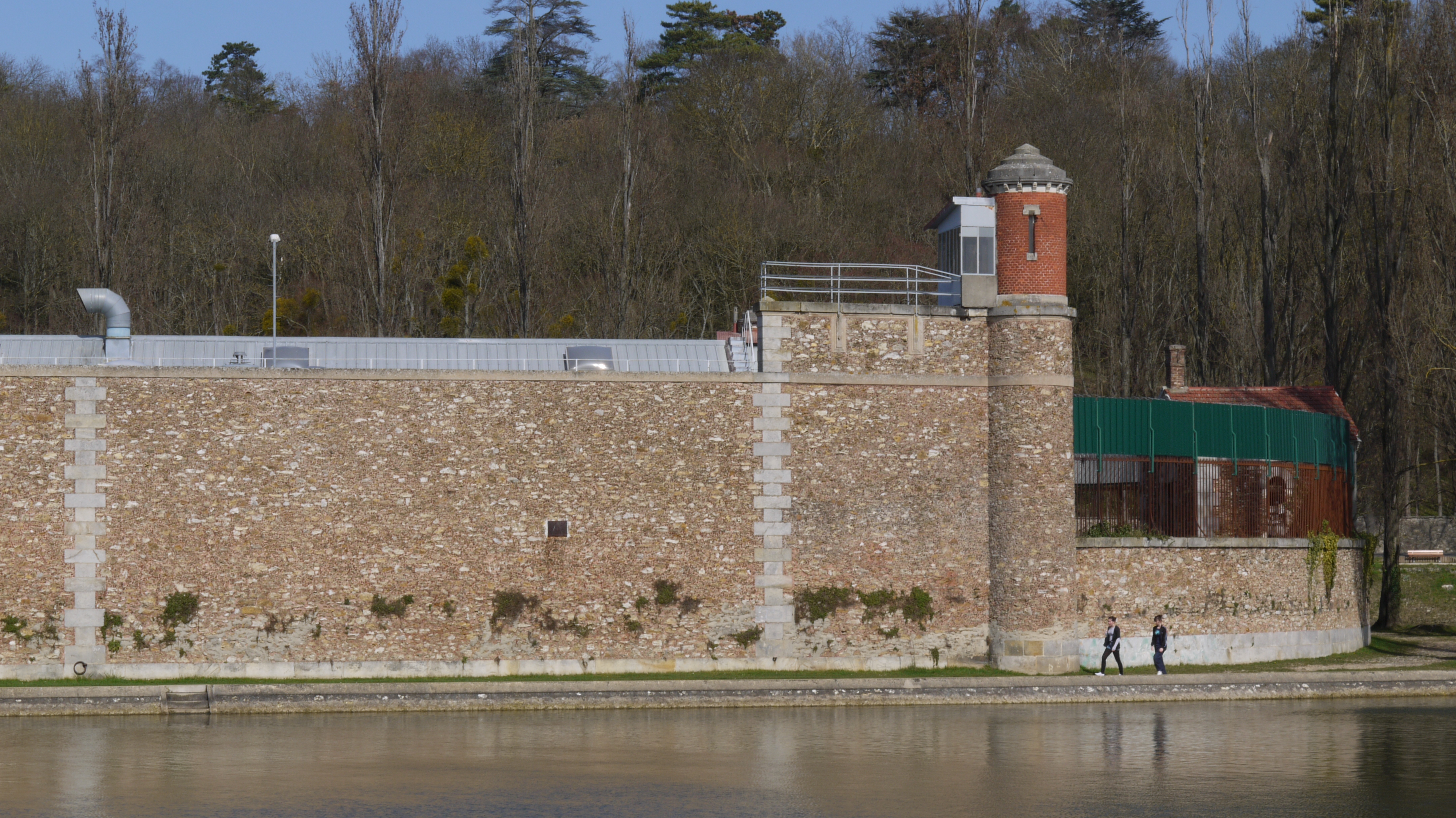
Mauer und Wachturm an der Seine

Das Gefängnis in Melun, einer französischen Stadt und Sitz der Präfektur des Départements Seine-et-Marne, wurde zwischen 1803 und 1811 auf dem Gelände des ehemaligen Hôtel-Dieu eingerichtet. Das Gefängnis befindet sich am Quai de la Courtille und wird von einer Seite durch die Seine begrenzt. 
Im Laufe des 19. und 20. Jahrhunderts wurde das Gefängnis mehrmals erweitert und umgebaut. Es ist ausschließlich für männliche Gefangene vorgesehen.